# Alexander Seibel
Alexander Seibel (* 23. Dezember 1943 in Wien) ist ein  österreichischer evangelischer Publizist, Evangelist und Autor.

## Leben
Alexander Seibel wurde 1943 in Wien geboren. Während seines Studiums fand er durch Operation Mobilisation zum Christentum. 1971 beendete er sein Studium als Diplom-Ingenieur. 1982 kam er nach Deutschland, wo er bis 2008 bei der Evangelischen Gesellschaft für Deutschland, Radevormwald, als Evangelist angestellt war. 2016 bereiste er für zwei Wochen Indonesien, wo er an einer Universität Seminare und Vorträge hielt. Er gehörte bis 2024 über 20 Jahre lang zur Leitung des theologisch konservativen Bibelbunds.
Seibel greift die Themen Glauben und Denken auf und setzt sich auch mit Prophetie und gegenwärtigen Zeitströmungen auseinander. Er ist Autor mehrerer Bücher bzw. Schriften, die sich mit apologetischer und evangelistischer Thematik befassen. Er versucht darin, Kriterien zur Beurteilung der Ereignisse und Bewegungen unserer Tage von der Bibel her zu vermitteln. Ein besonderes Anliegen ist ihm, dass die Christen im Glauben und in ihrem Vertrauen in die Heilige Schrift gestärkt werden. Seine Werke sind in verschiedenen Sprachen erschienen.

## Familie
Seibel ist verheiratet, Vater von drei Kindern und wohnt seit 1982 in Schöffengrund bei Wetzlar.

## Veröffentlichungen (Auswahl)
- Relativitätstheorie und Bibel, Schwengeler-Verlag, Wuppertal 1985, ISBN 978-3-87857-205-3.
- Die sanfte Verführung der Gemeinde, Telos Taschenbuch, 1994; 5. Auflage 2010; CLV, Bielefeld 2016, ISBN 978-3-86699-133-0.
- mit Ulrich Skambraks, Roland Antholzer, Eberhard Platte, Martin Vedder, Johannes Pflaum, Wolfgang Nestvogel und Lothar Schäfer: Gefährliche Stille!: Wie die Mystik die Evangelikalen erobern will, CLV, Bielefeld 2010, ISBN 978-3-86699-226-9.
- Alles nur relativ? Warum ein Ewiger für Dich sterben musste! (Neuauflage des Buches Relativitätstheorie und Bibel), Bickenbach 2023, ISBN 978-3-910764-04-0.